# Guerra de periódicos de 1752-1753

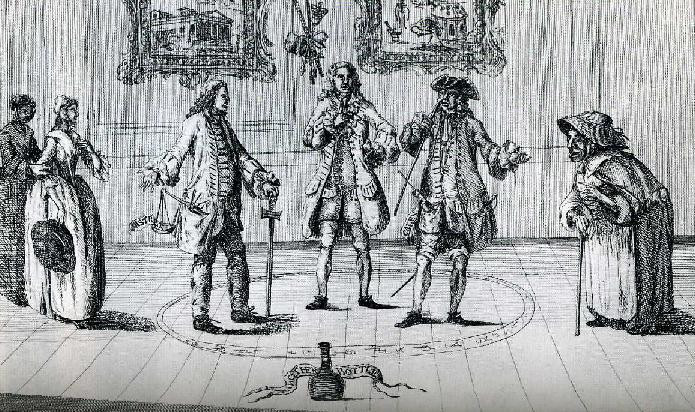
Fielding (en el centro, a la izquierda) y Hill (en el centro, a la derecha) iniciaron en 1752 la guerra de periódicos.

Henry Fielding inició en 1752 una «guerra de periódicos» en Londres, Inglaterra, una disputa que se prolongó en el tiempo y en la que se vieron involucrados varios escritores de Grub Street, que se atacaban desde diferentes publicaciones. Aunque comenzó como un enfrentamiento personal entre Fielding y el botánico John Hill, otros autores como Christopher Smart, Bonnell Thornton, William Kenrick, Arthur Murphy o Tobias Smollett se posicionaron enseguida de parte de uno u otro.
La disputa se prolongó hasta 1753 e involucró a muchas publicaciones londinenses. Resultó, al final, en la escritura de ensayos, poemas e incluso series de parodias de poemas épicos, como The Hilliad de Smart. Aunque se desconocen los hechos que dieron inicio al conflicto, este produjo una división considerable entre los autores adscritos a uno u otro bando, con otros pocos que se quedaron en medio.

## Comienzo del conflicto
Fielding inició el conflicto declarándoles la guerra a los «escritores pirata» en el primer número del Covent-Garden Journal, publicado el 4 de enero de 1752. A modo de respuesta, John Hill aseguró en el London Daily Advertiser el 9 de enero de 1752 que Fielding se había reunido con él antes del comienzo del año para proponerle una guerra de periódicos de mentira, en la que se verían involucrados escritores de Londres, que «darían soplos que no hiciesen daño y compartirían los beneficios en silencio». Se cree que esa reunión entre Fielding y Hill para hablar acerca de dicha guerra tuvo lugar —si es que realmente ocurrió— el 28 de diciembre de 1751. De lo que no cabe duda es de que Hill y Fielding se reunieron para departir sobre asuntos legales entre el 26 y el 28 de diciembre de ese año, después de que a Hill le robaran.
Antes de sacar a la luz esta información, Hill ya había proferido ataques contra la novela de Fielding, Amelia, en la edición del 8 de enero de 1752 del London Daily Advertiser. La protagonista de la novela, Amelia, se veía envuelta en un accidente y su cara resultaba herida. Hill, mofándose de la manera en que Fielding describió la escena, aseguró que Amelia «podría seducir al mundo sin necesidad de una nariz». Fielding respondió a la revelación de la información sobre los ataques personales con un escrito publicado el 11 de enero: «Un traidor que revela un tratado privado podría, aun así, merecer un último crédito; sin embargo, ha demostrado tal bajeza que solo se le puede tachar de mentiroso o tonto. Nadie puede dudar que es lo primero, al haber fingido el tratado, y creo que pocos se atreverían a llamarle lo segundo, si lo hubiese rechazado». Al margen de lo que Hill aseveró, la guerra se desató pronto: en el tercer número del Covent-Garden Journal, Fielding se limitaba ya a producir sátiras contra Hill.
Hill, Fielding, Smart, Thornton, Kenrick, Murphy y Smollett se vieron involucrados en la disputa, pero no todos ellos usaron sus nombres reales; en cambio, muchos se escudaron también en seudónimos. Fielding escribió como sir «Alexander Dracansir»; Hill, como «The Inspector»; Thornton, como «Madam Roxanna», y Smart, como «Mrs. Mary Midnight». Tras estos seudónimos, varios de los autores respondieron a los ataques de Fielding y a su plan de crear una Oficina Universal de Registro, cuyo objetivo sería centralizar las ofertas de empleo, los bienes a la venta y otros elementos. Por si esto fuera poco, Fielding había emprendido una disputa, apenas unos meses antes, con Philip D'Halluien, un antiguo empleado que había abierto la competidora Oficina Pública de Registro en la calle King, en Covent Garden. Este contrató a Bonnell Thorton, un amigo de Smart, para atacar tanto a Fielding como a Hill. Sin embargo, Hill ya había ayudado previamente a Fielding en este asunto.
Algo después, el 13 de agosto de 1752, Hill atacó a Fielding y a Smart, en el único número que se produjo del Impertinent. Aunque el trabajo se publicó de manera anónima, se sabía que era de la autoría de Hill. Además, a este ataque le siguió la publicación de una columna firmada por «The Inspector» en el London Daily Advertiser, el 25 de agosto de 1752. En ella, criticó duramente Poems on Several Occasions, una obra de Smart. Finalmente, Fielding se retiró de la disputa, después de que se publicase el sexto número del Covent-Garden Journal.

## Desarrollo de la «guerra»
Aunque es posible que el primer artículo que se puede inscribir en la «guerra» sea el que escribió Smart el 29 de abril de 1751, se considera que el conflicto hunde sus raíces en las publicaciones que Hill hizo entre febrero y marzo de 1751. El primer aporte de Fielding a la guerra fue el primer número del Covent-Garden Journal, que salió a la venta el 4 de enero de 1752. En él, Fielding atacó a todos los escritores de Grub Street; la respuesta fue rápida. Hill lo hizo en dos ocasiones y aseguró el 9 de enero de 1752 que Fielding estaba planeando una disputa falsa; Smollet atacó a Hill en una pieza del 15 de enero, y Thornton tardó un día más en responder, con un artículo en Have At You All: or, The Drury Lane Journal.
En este contexto, las obras personales de los autores, como la novela Amelia, de Fielding, pasaron a ser objetivo de los ataques. El 11 de enero de 1752, Fielding respondió a Hill y a aquellos que suscribían a la opinión de la obra que éste había mostrado en el Covent-Garden Journal.
Hill no fue el único que lanzó ataques contra la obra; Thornton, por ejemplo, escribió sátiras sobre ella en el Drury-Lane Journal. Estas se publicaron por primera vez el 16 de enero de 1752 e incluían un anuncio falso de una novela titulada Shamelia, que parodiaba el título de Shamela, escrita por Fielding. Thornton volvió a parodiar esta obra el 13 de febrero, en una pieza titulada «Un nuevo capítulo de Amelia». Tobias Smollett se sumó a los ataques y publicó el panfleto Habbakkuk Hilding, anónimamente, el 15 de enero de ese mismo año. Aunque se hicieron muchas ofensas a la novela de Fielding, su trabajo también recibió el apoyo de un autor anónimo que publicó un trabajo alabando Amelia. El 25 de enero, Fielding defendió su obra de nuevo: la llevó ante un tribunal imaginario, en el que Hill y el resto de críticos eran los fiscales y eran ellos los sometidos a juicio, no Amelia.

### Citas
1. 1 2 3 4 5 6  Smart, 1987, p. 443.
2. 1 2 3  Bertelsen, 1999, p. 135.
3. ↑  Bertelsen, 1999, p. 149.
4. ↑  Battestin, 1989, p. 556.
5. 1 2 3  Sabor, 2007, p. 96.
6. ↑  Covent-Garden Journal (3). 11 de enero de 1752.
7. ↑  Battesin, 1989, pp. 555-556.
8. ↑  Bertelsen, 1999, p. 137.
9. ↑  Bertelsen, 1999, pp. 137-138.
10. 1 2 3 4  Bertelsen, 1999, p. 138.
11. ↑  Goldgar, 2007, p. 119.
12. ↑  Mahony y Rizzo, 1984, p. 128.
13. 1 2  Battestin, 1989, p. 534.
14. 1 2  Battestin, 1989, p. 537.